# قدرة استيعابية

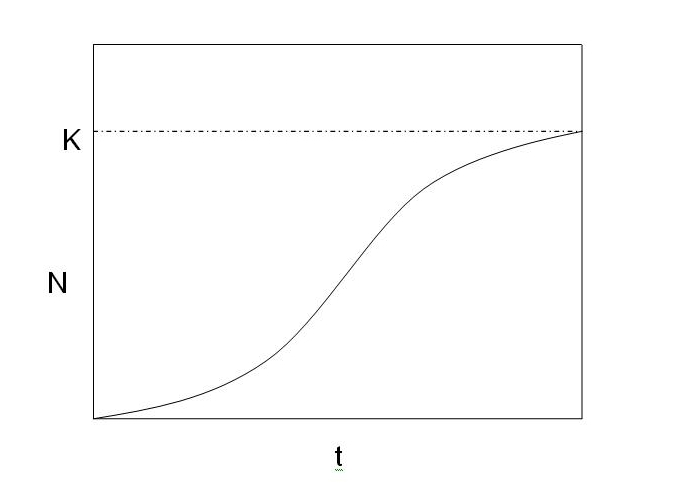

تُعرّف القدرة الاستيعابية أو السعة الكلية أو قابلية الإعاشة (بالانجليزيةCarrying capacity) للأنواع الحية في البيئة بأنها الحد الأقصى لحجم الأنواع التي تستطيع البيئة الحفاظ عليها إلى أجل غير مسمى، وذلك تبعًا لتوفر الأغذية والموائل والمياه وغيرها من الضروريات المتاحة في البيئة. وتُعرّف القدرة الاستيعابية في علم الأحياء السكاني أيضًا بأنها الحمولة القصوى للبيئة الحيوية، والتي تختلف عن مفهوم التوازن السكاني. يمكن تقريب تأثير القدرة الاستيعابية على ديناميكا السكان في نموذج لوجستي، على الرغم من أن هذا التبسيط يتجاهل إمكانية تجاوز القدرة الاستيعابية الذي قد تُظهره الأنظمة الفعلية.
استُخدمت القدرة الاستيعابية في الأصل لتحديد عدد الحيوانات التي يمكن أن ترعى في قطعة أرض دون أن تدمرها. توسعت الفكرة في وقت لاحق لتشمل مجموعات أكثر تعقيدًا، مثل البشر. تعتبر المتغيرات الأكثر تعقيدًا بالنسبة للتعداد السكاني مثل الصرف الصحي والرعاية الطبية أحيانًا جزءًا ضروريًا من إقامة السكان. غالبًا ما يزداد معدل الولادة وينخفض معدل الوفيات مع زيادة الكثافة السكانية. تُعرف «الزيادة الطبيعية» بأنها الفرق بين معدل الولادة ومعدل الوفيات. من الممكن أن تدعم القدرة الاستيعابية الزيادة الطبيعية الإيجابية أو قد تتطلب زيادة طبيعية سلبية. وبالتالي، فإن القدرة الاستيعابية هي عدد الأفراد الذين يمكن أن تدعمهم البيئة دون أن تشكل آثار سلبية كبيرة على كائن حي معين وبيئته. يزداد عدد السكان عادةً بشكل أقل من القدرة الاستيعابية، بينما ينخفض أكثر منها. يُعرف العامل الذي يحافظ على حجم السكان في حالة توازن بعامل التنظيم. ينخفض حجم السكان بشكل أكبر من القدرة الاستيعابية بسبب مجموعة من العوامل اعتمادًا على الأنواع المعنية، والتي يمكن أن تشمل المساحة غير الكافية أو نقص الإمدادات الغذائية أو ضوء الشمس. قد تختلف القدرة الاستيعابية للبيئة باختلاف الأنواع وقد تتغير بمرور الوقت بسبب مجموعة متنوعة من العوامل بما في ذلك: توفر الغذاء وإمدادات المياه والظروف البيئية ومساحة المعيشة. تُعد أصول مصطلح «القدرة الاستيعابية» غير مؤكدة، إذ ذكر الباحثون بشكل مختلف أنه استُخدم «في سياق الشحن الدولي» أو أنه استُخدم لأول مرة خلال التجارب المعملية في القرن التاسع عشر مع الكائنات الحية الدقيقة. وجدت مراجعة حديثة أول استخدام للمصطلح في تقرير عام 1845 من قبل وزير الخارجية الأمريكي إلى مجلس الشيوخ الأمريكي.

## البشر
أُعدت عدة تقديرات قدرة استيعابية لمجموعة واسعة من أعداد السكان. ذكر تقرير للأمم المتحدة أُعد في عام 2001، أن ثلثي التقديرات تقع ضمن مجال يتراوح من 4 مليارات إلى 16 مليار مع الأخذ بالحسبان وجود أخطاء قياسية غير محددة، ومتوسط يبلغ نحو 10 مليار. تبلغ التقديرات الأحدث قيمًا أقل بكثير من التقارير السابقة، خاصة إذا أُخذ بالحسبان استنزاف الموارد غير المتجددة وزيادة الاستهلاك. قد تؤدي التغييرات في جودة الموائل أو السلوك البشري في أي وقت إلى زيادة أو تقليل القدرة الاستيعابية. أشار بحث أجرته الجامعة الوطنية الأسترالية ومركز ستوكهولم المعني بالقدرة على التحمل إلى وجود خطر على كوكب الأرض لعبور عتبات القدرة الاستيعابية للكواكب والوصول إلى ظروف «الأرض الدفيئة». ستشهد الأرض في هذه الحالة انخفاضًا كبيرًا في قدرتها الاستيعابية.
من وجهة نظر بول وآن إرليخ، «يفوق تعداد البشر اليوم القدرة الاستيعابية بالنسبة للأرض بأكملها [بما في ذلك تلك الأجزاء التي نسميها أستراليا والولايات المتحدة]».
انتُقد تطبيق مفهوم القدرة الاستيعابية للسكان على عدم نجاحهم في التقاط العمليات متعددة الطبقات الحاصلة بين البشر والبيئة، والتي تتسم بطبيعة الميوعة واللاتوازن.
يجادل مؤيدو هذا المفهوم في أن فكرة القدرة الاستيعابية المحدودة تنطبق على البشر تمامًا مثلما تنطبق على أي نوع آخر. يختلف حجم التعداد الحيواني ومستويات معيشتهم وتفاوت استنفاذهم للموارد، مع سريان مفهوم القدرة الاستيعابية. لا يُعد عدد الأشخاص العامل الوحيد المؤثر في القدرة الاستيعابية للأرض. تضغط كمية النفايات والإفراط في الاستهلاك، وخاصة من قبل الشعوب والأشخاص الأثرياء والقريبين من الثراء، ضغطًا كبيرًا على البيئة جنبًا إلى جنب مع الزيادة السكانية البشرية. يبدو أن قضايا السكان والاستهلاك هي صميم العديد من المشاكل البشرية. دُرست بعض هذه المشكلات بواسطة نماذج محاكاة بالحاسوب مثل نموذج «وورد 3». عندما يتحدث العلماء عن تغير عالمي اليوم، فإنهم عادة ما يشيرون إلى التغيرات التي يسببها الإنسان في بيئة ذات حجم كافٍ في نهاية المطاف لتقليل القدرة الاستيعابية لكثير من مناطق الأرض (على عكس المناطق المحلية أو الإقليمية) التي تدعم الكائنات الحية، وخاصة الإنسان العاقل.

### العوامل التي تحكم القدرة الاستيعابية
قد تشتمل بعض جوانب القدرة الاستيعابية للنظام على أمور مثل الإمدادات المتاحة من الغذاء والمياه والمواد الخام و/أو الموارد المماثلة الأخرى. هناك عوامل إضافية تحكم القدرة الاستيعابية التي قد تكون أقل غريزية أو أقل حدسية في طبيعتها، مثل مستويات النفايات المتزايدة و/أو المتراكمة دائمًا، و/أو الضرر و/أو القضاء على المكونات الأساسية لأي نظام عمل معقد. يمكن للقضاء على أجزاء كبيرة أو حرجة من أي نظام معقد (كتصور مركبة فضائية مثلًا، أو طائرة، أو سيارة، أو رمز كمبيوتر، أو مكونات جسم الكائنات الفقارية الحية) أن يقاطع العمليات والديناميكيات الأساسية بطرق تؤدي إلى فشل الأنظمة أو انهيار غير متوقع. (كمثال على هذه العوامل الأخيرة، فإن «القدرة الاستيعابية» لنظام معقد مثل هذه الطائرة هي أكثر من مسألة تتعلق بالأغذية المتاحة، أو الماء، أو المقاعد المتاحة، ولكنها تعكس أيضًا الوزن الإجمالي الذي تحمله وتفترض أن ركابها لا يتعرضوا لأذى أو تدمير، ولا تتعرض الطائرة لنزع الأجزاء والأبواب والنوافذ والأجنحة وأجزاء المحرك والوقود والزيت وما إلى ذلك منها). وبالتالي، قد يؤثر الغذاء والموارد المماثلة على المستوى العالمي على قدرة تحمل الكواكب إلى حد ما طالما أن قاطني الأرض البشر لا يقوموا بتفكيك أو القضاء على أو تدمير قدرات دعم الحياة الحيوية في الغلاف الحيوي للعمليات الأساسية المتعلقة بالصيانة الذاتية والاستدامة الذاتية والإصلاح الذاتي.
وبالتالي، فإن تفسيرات القدرة الاستيعابية التي تركز فقط على قيود الموارد وحدها (مثل الغذاء) قد تهمل العوامل الوظيفية الأوسع. إذا لم يكتسب البشر أو يفقدوا الوزن على المدى الطويل، فإن الحساب يكون دقيقًا إلى حد ما. إذا كانت كمية الطعام تساوي دائمًا «واي»، يكون جرى الوصول إلى القدرة الاستيعابية. يفهم البشر أنه مع الحاجة إلى تعزيز نجاحهم، يمكن أن تختلف الإمدادات الغذائية وأن عوامل أخرى في البيئة يمكن أن تغير حاجة البشر إلى الغذاء. قد يعني المنزل مثلًا أن المرء لا يحتاج إلى تناول الكثير من الطعام ليبقى دافئًا، ولكن يفعل المرء خلاف ذلك مع بقاءه في المنزل. بمرور الوقت، حلت المعاملات النقدية محل المقايضة والإنتاج المحلي، وبالتالي عدلت القدرة الاستيعابية البشرية المحلية. ومع ذلك، تؤثر عمليات الشراء أيضًا على المناطق الواقعة على بعد آلاف الأميال. ينتقل ثاني أكسيد الكربون مثلًا من السيارة إلى الغلاف الجوي العلوي. دفع ذلك بول آر إرليك إلى تطوير معادلة I = PAT (معادلة تأثير الإنسان على البيئة).
I = P ∙ A ∙ T
حيث:
I هو تأثير الاستهلاك على البيئة
P هو عدد السكان
A هو نصيب الفرد من الاستهلاك (الثراء)
T هو عامل التقنية
ومن النماذج الهامة المتعلقة بالقدرة الاستيعابية (K)، منحنى النمو اللوجستي. يصور منحنى النمو اللوجستي نسخة أكثر واقعية تُظهر كيفية الترابط بين معدل النمو السكاني والموارد المتاحة والقدرة الاستيعابية. مثلما هو موضح في نموذج منحنى النمو اللوجستي، عندما يكون حجم السكان صغيرًا وهناك العديد من الموارد المتاحة، يزداد عدد السكان مع مرور الوقت وكذلك معدل النمو. ومع ذلك، عندما يقترب حجم السكان من القدرة الاستيعابية وتصبح الموارد محدودة، ينخفض معدل النمو ويبدأ السكان في الاستقرار عند قيمة القدرة الاستيعابية. ويستند هذا النموذج على افتراض أن القدرة الاستيعابية لا تتغير. ومع ذلك، يجب مراعاة شيء واحد وهو أن القدرة الاستيعابية للسكان يمكن أن تزيد أو تنقص، وهناك عوامل مختلفة تؤثر عليها. على سبيل المثال، يمكن أن تؤدي الزيادة في النمو السكاني إلى الإفراط في استغلال الموارد الطبيعية الضرورية وبالتالي تقلل من القدرة الاستيعابية الإجمالية لتلك البيئة.
يمكن للتقانة أن تلعب دورًا في ديناميكيات القدرة الاستيعابية، وبينما يمكن أن يكون ذلك إيجابيًا في بعض الأحيان، يمكن أن يكون تأثيرها في حالات أخرى مثيرًا للمشاكل. على سبيل المثال، قيل في الماضي أن ثورة العصر الحجري الحديث زادت من القدرة الاستيعابية للعالم بالنسبة للبشر من خلال اختراع الزراعة. يُزعم وبطريقة مماثلة لمنظور الغذاء أن استخدام الوقود الأحفوري يزيد بشكل مصطنع من القدرة الاستيعابية للعالم من خلال استخدام ضوء الشمس المخزن، على الرغم من أن إنتاج الغذاء لا يضمن قدرة مناخ الأرض وأنظمة دعم الحياة في الغلاف الحيوي لتحمل الأضرار والنفايات الناتجة عن الوقود الأحفوري. ومع ذلك، تفترض مثل هذه التفسيرات استمرار عمل جميع المكونات الحيوية الأخرى للنظام العالمي دون انقطاع. وقد اقتُرح أيضًا أن التطورات التقنية الأخرى التي زادت من القدرة الاستيعابية للعالم بالنسبة للبشر هي: الأراضي المستصلحة من البحر، والأسمدة، والسماد الطبيعي، والدفيئة الزراعية، واستصلاح الأراضي البحرية، ومزارع الأسماك. تمكن التقانة الكيانات الاقتصادية والأفراد من إلحاق المزيد من الضرر والإبادة، بسرعة أكبر وكفاءة على نطاق أوسع من أي وقت مضى. وتُعد المدافع الرشاشة، والمناشير، والجرافات، وقدرة أساطيل الصيد الصناعية على التقاط الأنواع السمكية المستهدفة وصيدها بشكل أسرع مما يمكن للأسماك نفسها أن تتكاثر، أمثلة على نتائج التقانة المسببة للمشاكل.